# Rozkruszkowate
Rozkruszkowate, rozkruszki (Acaridae) – rodzina roztoczy astigmatycznych zasiedlających różne środowiska. Są wśród nich szkodniki występujące m.in. w produktach spożywczych. Wydzieliny niektórych gatunków są szkodliwe dla ludzi. Rozkruszki mają przeważnie mleczną barwę z odcieniem brązowawym lub fioletowym. Ciało jest podzielone na wyraźne dwie części – gnatosomę oraz idiosomę. Charakteryzują się gładkim, błyszczącym pancerzem, brakiem oczu oraz stigm (otworów oddechowych),  zwykle pięcioczłonowymi nogami.

## Przykładowe gatunki
- Acarus siro – rozkruszek mączny
- Rhizoglyphus echinopus – rozkruszek korzeniowy
- Rhizoglyphus robini – rozkruszek hiacyntowy
- Tyrophagus putrescentiae – rozkruszek drobny
- Sancassania berlesei

## Wpływ rozkruszkowatych na pszczoły
Roztocza zwane rozkruszkami (Acaroidea) stanowią ważną gospodarczo grupę towarzyszących pszczołom i spotykanych w większości rodzin pszczelich. Większość z nich to gatunki saprofagiczne, wielożerne, występujące w wielu siedliskach obfitujących w różnego rodzaju substancje pochodzenia roślinnego i zwierzęcego, które stanowią ich bazę pokarmową. Z badań akarofauny uli pszczelich, a zwłaszcza przeprowadzonych nad biologią niektórych gatunków rozkruszków, wynika, że są to głównie formy komensalne. Żerują one i rozwijają się na różnego rodzaju odpadkach organicznych obecnych w ulach i w ich otoczeniu. Szczególnie często spotyka się je na martwych pszczołach i resztkach ich pokarmu (pyłek, pierzga, miód) w czasie zimowania rodzin pszczelich. Preferencje pokarmowe i zdolności rozrodcze niektórych roztoczy zostały częściowo potwierdzone ich rozwojem i płodnością na produktach pszczelich (Chmielewski 1983, 1994, 1995b, 1998). W sytuacjach naruszenia równowagi biologicznej w badaniach liczebności roztoczy dominujących w siedlisku, pierzga przez rozkruszki, normalnie nie przynoszące szkody pszczołom, może ulec masowemu zasiedleniu i zanieczyszczeniu, co jest już wtedy szkodliwy dla pszczół. Jednak gdy dochodzi do zachwiania równowagi liczebnej między pszczołami a roztoczami, w sytuacji masowego pojawiania się tych ostatnich, zwłaszcza w osłabionych rodzinach pszczelich, rozkruszki mogą wchodzić na plastry nieobsiedziane i niezagospodarowane przez pszczoły, zasiedlać je i wykorzystywać zgromadzone w nich zapasy pokarmu gospodarzy (miód, pierzga), stając się ich szkodnikami. Takie porażone plastry przenoszone są często do pracowni i magazynów pasiecznych. Stają się wtedy źródłem porażenia przez rozkruszki przechowywanych tam zapasowych plastrów z pierzgą i innych produktów pszczelich, głównie pyłku i miodu. Rozkruszki zasiedlają i zanieczyszczają także wosk (plastry) i propolis, zwłaszcza w niezabezpieczonych przed dostępem szkodników pomieszczeniach, pojemnikach i nieszczelnych opakowaniach (Chmielewski 1995a, 1998b, 2000, 2005). Nieodpowiednio przygotowane do składowania produkty pszczele (niedojrzały miód, świeże lub niedosuszone obnóża pyłkowe o dużej zawartości wody, zanieczyszczony woskiem i innymi produktami propolisu, stare plastry pszczele z resztkami pierzgi) stanowią atrakcyjną przynętę dla szkodników.